# Cătălin Tofan
Cătălin Tofan (n. 23 decembrie 1969 în Galați) este un fost fotbalist român, care a jucat toată cariera la FC Oțelul Galați. A debutat în Liga I pe 20 mai 1989 în meciul Victoria București - Oțelul Galați 2-3. După retragere a primit funcția de director general adjunct, din care și-a dat demisia în 2010.La Oțelul Galați a debutat pe data de 20 mai 1989 la un meci dintre Oțelul Galați și Victoria București câștigat de gălățeni cu scorul de 3-2.S-a retras pe 2 august 2003 împreună cu Costin Maleș după barajul de promovare dintre FC Bihor Oradea și Oțelul Galați pierdut de gălățeni, toată lumea spunea atunci că Cătălin Tofan mai putea juca, supărarea însă cauzată de retrogradare l-a făcut să renunțe la cariera de fotbalist.Cătălin Tofan a înscris pentru Oțelul Galați în jur de 25 de goluri, dar mai mult decât atât parcă din toți jucătorii din istoria echipei Oțelul Galați el a mai fost cel mai iubit din toți pentru că a petrecut poate cel mai mult timp la Oțelul Galați. 